# Mieleke Melleke Mol
Mieleke Melleke Mol is een Belgische stripreeks, getekend door Dirk Stallaert met scenario's van Urbanus.
De reeks loopt sinds 2003 en is bedoeld voor kinderen tussen twee en zeven jaar. Het is een gagstrip die draait rond het jongetje Mieleke, het meisje Melleke en een kleine mol die voor veel visuele humor zorgt. De pagina's bestaan doorgaans uit zes grote prentjes met eenvoudige leesteksten. Er is ook een reeks tv-programma's van gemaakt.
De titel van de stripreeks is afgeleid van de slogan die Nonkel Bob in 1965 voor de Melkbrigade bedacht: 'Mieleke, Melleke, Mol! Karwitsel Karditsel Kardol!